# Trappers
Trappers est un groupe luxembourgeois de rock alternatif.

## Histoire
Le groupe est formé en 2014 sous le nom de Coldsnouts, avant de se rebaptiser un an et demi plus tard en Trappers. Le groupe donne son premier concert le 14 août 2015 au Festival Kolla à Steinfort. Les musiciens connaissent un plus grand succès en décembre 2016 avec une victoire au concours Rock the South. En récompense, ils gagnent une séance dans le studio d'enregistrement de la Rockhal, et enregistrent leurs propres compositions. 
En juin 2017, Trappers sortent leur EP Timshel, enregistré, mixé et masterisé par Nicolas Tesch. Hold On sort en single et reçoit un clip réalisé par Isaiah Wilson. En 2017 également, ils se produisent également au Rock de Schleek, au Rock um Knuedler, au Food For Your Senses, à la Fête de la musique à Dudelange et au Rock un der Atert.
La chanson Rainbow Colored Stone sort au printemps 2018, avec un clip de Léa Giordano et Joé Birchen. La même année, les chansons Sound of Life et Regret It sortent également et le groupe joue aux Screaming Fields. En 2019, Trappers continuent à se produire dans les festivals musicaux (le Kolla Festival, le Rock de Schleek, l'e-Lake, la Fête de la musique à Luxembourg-ville, le Food For Your Senses) et le dernier single City in Blue sort en 2019, qui, comme les trois chansons précédentes, est mixé et masterisé par Tom Gatti.
En 2020, les choses deviennent calmes autour du groupe, et impossible de savoir si le groupe est encore en activité ou non.

## Discographie

### EP
- 2017 : Timshel

### Singles
- 2017 : Hold On
- 2018 : Rainbow Coloured Stone
- 2018 : Sound of Life
- 2018 : Regret It
- 2019 : City in Blue